# 2006年班达海地震
2006年班达海地震是指2006年1月28日发生于印度尼西亚班达海的强烈地震。该次地震震中位于北纬5.473度、东经128.131度，震级为MW 7.6级，震源深度约为397.0千米。

## 发震背景
2006年班达海地震震源所处的班达海板块是亚洲东南部位于班达海的小型板块。其范围大致包括苏拉威西岛的一部分、斯兰岛和班达群岛，东侧毗邻新几内亚、鸟首板块、帝汶板块、巽他板块和马鲁古海碰撞带，西面是该板块与帝汶板块的汇聚边界。在本次地震发生前，该板块中最强烈的地震是矩震级达8.5级的1938年班达海大地震。根据美国地质调查局的分析，这次地震是由于澳洲板块俯冲帝汶板块所发生的。

## 参数测定
哈佛大学测定的该次地震震级为MW 7.6级，该数据被美国地质调查局采用。同时，美国地质调查局还测定，该次地震震中位于北纬5.473度、东经128.131度，震级为Me 7.5级，震源深度约为397.0千米。法属波利尼西亚地球物理实验室测定的震级偏高，为MW 7.7级。中国地震台网测定的震级为Ms 7.6级、震源深度约为350千米。
美国地质调查局根据互联网在线震感调查页面收集到的一百余份震感报告，推定出本次地震的最大烈度为4(IV)度。

## 震害情况
由于2006年班达海地震发生于距海平面约400千米的地下，故未引发海啸。由于震源深度太大，故地表震感并不强烈，也未造成人员受伤。